# 狂熱 (1921年の映画)
『狂熱』（きょうねつ）（原題：Fièvre、英語: FIEVRE）は、ルイ・ドゥリュックが監督した1921年のモノクロ無声のフランスの映画。
ルイ・ドゥリュック監督の提唱した”フォトジェニー”の実験として作られたものであり、フランス映画が好んで取り上げる港町の酒場の庶民的な雰囲気の原点がある。
この古い中編映画から、ジャン・ルノワール、ジュリアン・デュヴィヴィエ、ジャック・フェデー、ルネ・クレールの諸作が出発するため、ルイ・ドゥリュックが、フランス映画の始祖であることが本作によって理解される。

## キャスト
- サラ - 酒場の女主人：エーヴ・フランシス
- ミリティス - サラの元恋人の船乗り：エドモン・ヴァン・ダエル
- トピネリ - 酒場の主人で、サラの夫：ガストン・モド
- 中国女 - ミリティスの妻：エレナ・サグラリ
- 忍耐 - 船乗りの恋人を待つ女：ソランジュ・シカール
- ポンポン - 酒場の女：マルセル・デルヴィル
- 下級役人：アンドリュー・ブルネル
- 灰色の帽子をかぶった男：ジョージ・フットイット
- パイプを持つ女性：イヴォンヌ・オーレル
- ドワーフ：リリ・サミュエル
- フローラ：ジャクリーン・ショーモン
- 酔っ払い：レオニード・ウォルテル・デ・マルテ

## スタッフ
- 監督：ルイ・デリュック
- 脚本：ルイ・デリュック
- 撮影：アルフォンス・ボギー、ジョルジェ・ルカ

## 製作
- ルイ・デリュックは、このシナリオを小説の文体で書き、のちに『スペインの祭り』『沈黙』『さすらいの女』のシナリオと合わせて一冊の本『映画のドラマ』にまとめた。シナリオが単行本として出版されたのはこれが初めてだと言われている。
- 当初は、「La boue (汚辱)」と題されていたが、検閲をおもんばかって「Fièvre (狂熱)」に改められた。[2]。